# 章永康
章永康（1831年—1865年），字子和，一字晉堂，贵州大方人，晚清诗人、政治人物，進士出身。
按：關於章永康的生日至少有三種説法。其一為清宣宗道光十三年（嵗次癸巳）十一月四日，即西元1833年12月14日，出自《道光己酉科貴州選拔同門錄》；其二為《章氏家譜》云「生於道光十（1831）年陰曆辛卯」，僅載年份，不知其月、日。《章氏家譜》所附《曾祖父永康公暨德配劉太夫人傳》中，方補充「清道光辛卯年（西元1831）十月生於大定」，具體日期仍不詳。《大定縣志·卷十六·鄉賢志》僅注明其「卒年三十三」，可推知此文獻亦認可詩人出生於1831年，與《章氏家譜》之說基本一致；其三出自《咸豐壬子恩科會試同年齒錄》及章永康之咸豐癸丑科殿試卷，注明其出生於道光甲午年（1834年）。至於其卒年，史載為同治三年（1864年）十一月，但并無實據。最新研究表明，章永康至少在光緒十二年（1886年）仍健在。關於其生平，至今仍是未解之謎。
章永康字子和，一作子龢，號晉堂，別號絮紅舘主人，晚號瑟廬。

## 生平
咸豐三年（1853年）癸丑科進士，二甲九十五名，选庶吉士，散館改內閣中書，回乡奔丧，卒于兵乱。恤贈內閣侍讀。著有《瑟廬遺詩》、《海粟樓詞》。
按：章永康乃道光己酉拔貢，咸豐辛亥科舉人。咸豐二年壬子科貢士，但因不明原因，未能參加當科殿試，而是於咸豐三年癸丑科補殿試，為二甲第九十五名進士出身。當時其年僅十八嵗，故實爲中國上千年科舉歷史上最年輕的進士之一。後朝攷選翰林院庶吉士，尋因繼母諶太夫人病逝，回鄉奔喪。服闕入都，時為咸豐丙辰年。咸豐九年，散舘以内閣中書用，充國史舘、方略舘總校官。諸多證據表明，章永康曾深得咸豐帝器重，並曾在南書房行走。然而，咸豐十年秋冬英法聯軍攻陷北京，咸豐帝携后妃北狩，章永康隨即告假囘籍，直至同治三年十一月苗軍陷大定府。其歿於兵燹之說雖為訛傳，但其至親好友，包括丁寳楨、唐炯、張之洞、潘祖蔭、黃彭年等，均對其下落諱莫如深。同治十年（1871年）六月乙亥（即1871年8月2日），同治帝方准譚鈞培之《黔省各屬殉難紳民婦女籲懇旌卹摺》，「予貴州各屬陣亡殉難內閣中書章永康等紳民婦女一千二百二十七員名口分別旌恤。並立祠建坊如例」。此後，章永康雖仍在世，但其仕宦經歷及人生軌跡幾乎被清廷完全抹殺，其中當牽涉一重大歷史秘密。